# Міхал Юрса
Міхал Юрса (чеськ. Michal Jursa; нар. 19 листопада 1935, Мукачево, Чехословаччина — пом. 2 серпня 1983) — чехословацький футбольний арбітр.

## Національна кар'єра
У Першій лізі Чехословаччини обслуговував матчі з 1967 по 1980 рік. Загалом відпрацював на 134-ох матчах національного чемпіонату. У 1969, 1971 та 1973 році працював на фінальних матчах кубку Чехословаччини.

## Міжнародна кар'єра
У 1971 році висунутий Комітетом суддів (ЧБ) Чехословацької футбольної асоціації як міжнародний арбітр ФІФА. Провів декілька матчів національних збірних та клубів з Європи. У рейтингу футбольних арбітрів Чехословаччини міжнародного рівня посідає 6-те місце за кількістю проведених матчів у кваліфікаціях до чемпіонату світу-Європи (5). Завершив кар'єру арбітра ФІФА 1978 року.

### Чемпіонати світу
Подавав документи на обслуговування кваліфікаційних етапів 10-го чемпіонат світу 1974 року в Німеччині та 11-го розіграшу чемпіонату світу 1978 року в Аргентині як арбітри ФІФА.

### Чемпіонати Європи
Відпрацював по одному матчі в кваліфікації 4-го чемпіонату Європи 1972 року в Бельгії та на 5-му чемпіонаті світу 1976 року в Югославії.

### Клубні змагання
У період з 1972 по 1978 рік працював на 15-ти матчах єврокубків (7 — у Кубку європейських чемпіонів, 1 — у кубку володарів кубків, 7 — у кубку УЄФА).